# Oleh Protásov
Oleh Valériyovich Protásov (en ucraniano: Олег Валерійович Протасов; en ruso: Оле́г Вале́рьевич Прота́сов, romanizado: Oleg Valérievich Protásov; Dnipropetrovsk, RSS de Ucrania, actual Ucrania, 4 de febrero de 1964) es un exfutbolista ucraniano. Jugaba de Centrodelantero. Actualmente es entrenador, y no entrena a ningún equipo tras dejar el cargo en el Astra Giurgiu.

## Trayectoria

### Como jugador
Debutó en 1982 vistiendo la camiseta del Dnipro de su ciudad natal. En 1985 obtuvo la Bota de Plata europea luego de marcar 35 goles en liga, siendo superado solo por Fernando Gomes, del Oporto. Ese mismo año y luego en 1987 y 1990 fue el máximo anotador de la liga soviética.
En 1988 fue traspasado al Dínamo de Kiev, donde jugó hasta 1990, cuando fue transferido al Olimpiakos de Grecia. Luego de cuatro años en el club del Pireo fichó por el Gamba Osaka, de la J-League japonesa. En 1996 volvió al fútbol griego, concretamente como jugador/entrenador al PAE Veria de la Segunda División. Dos años después pasó al Proodeftiki FC, donde colgó los botines en 1999.

### Como entrenador
Su primer trabajo como entrenador llegó en 2002, cuando se hizo cargo del Olimpiakos, con el que ganó la 
liga griega en 2003. Tras un paso por el AEL Limassol de Chipre, en 2005 tomó las riendas del Steaua de Bucarest. En diciembre del mismo año fichó por el Dnipro Dnipropetrovsk.

## Selección nacional
Debutó por la selección de la Unión Soviética en 1984, con 20 años, en un amistoso con Alemania Federal. Anotó su primer gol en su segundo partido internacional, un triunfo 3:1 sobre Finlandia, también amistoso.
Participó en el Mundial de 1986, aunque sólo jugó en el triunfo por 2:0 de primera ronda sobre Canadá. En la Copa del Mundo siguiente actuó en los tres partidos de la fase grupos, marcando un tanto en la goleada por 4:0 sobre Camerún.
También disputó la Eurocopa 1988, donde la URSS cayó en la final ante los Países Bajos. Jugo los cinco partidos de su selección en el certamen, haciéndole un gol a Irlanda (empate 1:1) en primera ronda y otro a Italia en semifinales (triunfo 2:0).
Su último partido fue la victoria 3:0 ante Chipre, válida por la clasificación para la Eurocopa de 1992.
Sus 69 encuentros jugados lo convierten en el noveno jugador de la URSS con más internacionalidades, y con 29 tantos anotados es el segundo goleador histórico de la selección soviética, tras Oleg Blojín, quien tiene 42 conquistas a su haber.
Tras la caída de la Unión Soviética, jugó un único partido por la selección de Ucrania: triunfo por 2:0 sobre Lituania en Kiev.

### Participaciones en Copas del Mundo
| Mundial                        | Sede   | Resultado    |
| ------------------------------ | ------ | ------------ |
| Copa Mundial de Fútbol de 1986 | México | 8.º de final |
| Copa Mundial de Fútbol de 1990 | Italia | Primera fase |

## Participaciones Selección Sub-20
| Copa                                   | Sede   | Resultado     | Partidos | Goles |
| -------------------------------------- | ------ | ------------- | -------- | ----- |
| Copa Mundial de Fútbol Juvenil de 1983 | México | Primera Ronda | 3        | 1     |

## Clubes

### Como jugador
| Club                  | País            | Año       |
| --------------------- | --------------- | --------- |
| Dnipro Dnipropetrovsk | Unión Soviética | 1982-1988 |
| Dínamo de Kiev        | Unión Soviética | 1988-1990 |
| Olimpiakos            | Grecia          | 1990-1994 |
| Gamba Osaka           | Japón           | 1994-1996 |
| PAE Veria             | Grecia          | 1996-1998 |
| Proodeftiki           | Grecia          | 1998-1999 |

### Como entrenador
| Club                  | País    | Año       |
| --------------------- | ------- | --------- |
| Olimpiakos            | Grecia  | 2002-2004 |
| AEL Limassol          | Chipre  | 2004-2005 |
| Steaua de Bucarest    | Rumania | 2005      |
| Dnipro Dnipropetrovsk | Ucrania | 2006-2008 |

## Palmarés

### Campeonatos nacionales
| Título                     | Club                  | País            | Año  |
| -------------------------- | --------------------- | --------------- | ---- |
| Liga de la Unión Soviética | Dnipro Dnipropetrovsk | Unión Soviética | 1983 |
| Liga de la Unión Soviética | Dínamo de Kiev        | Unión Soviética | 1990 |
| Copa de la Unión Soviética | Dínamo de Kiev        | Unión Soviética | 1990 |

### Distinciones individuales
| Distinción                           | Año              |
| ------------------------------------ | ---------------- |
| Bota de Plata                        | 1985             |
| Máximo goleador de la liga soviética | 1985, 1987, 1990 |